# Kiresilm
Kiresilm ist ein natürlicher See in der Landgemeinde Saaremaa im Kreis Saare auf der größten estnischen Insel Saaremaa. 4,4 Kilometer vom 1,9 Hektar großen See entfernt liegt der Ort Lümanda-Kulli und 110 Meter entfernt liegt die Ostsee. Mit einer maximalen Tiefe von 30 Zentimetern ist er sehr seicht.